# Valencianisch

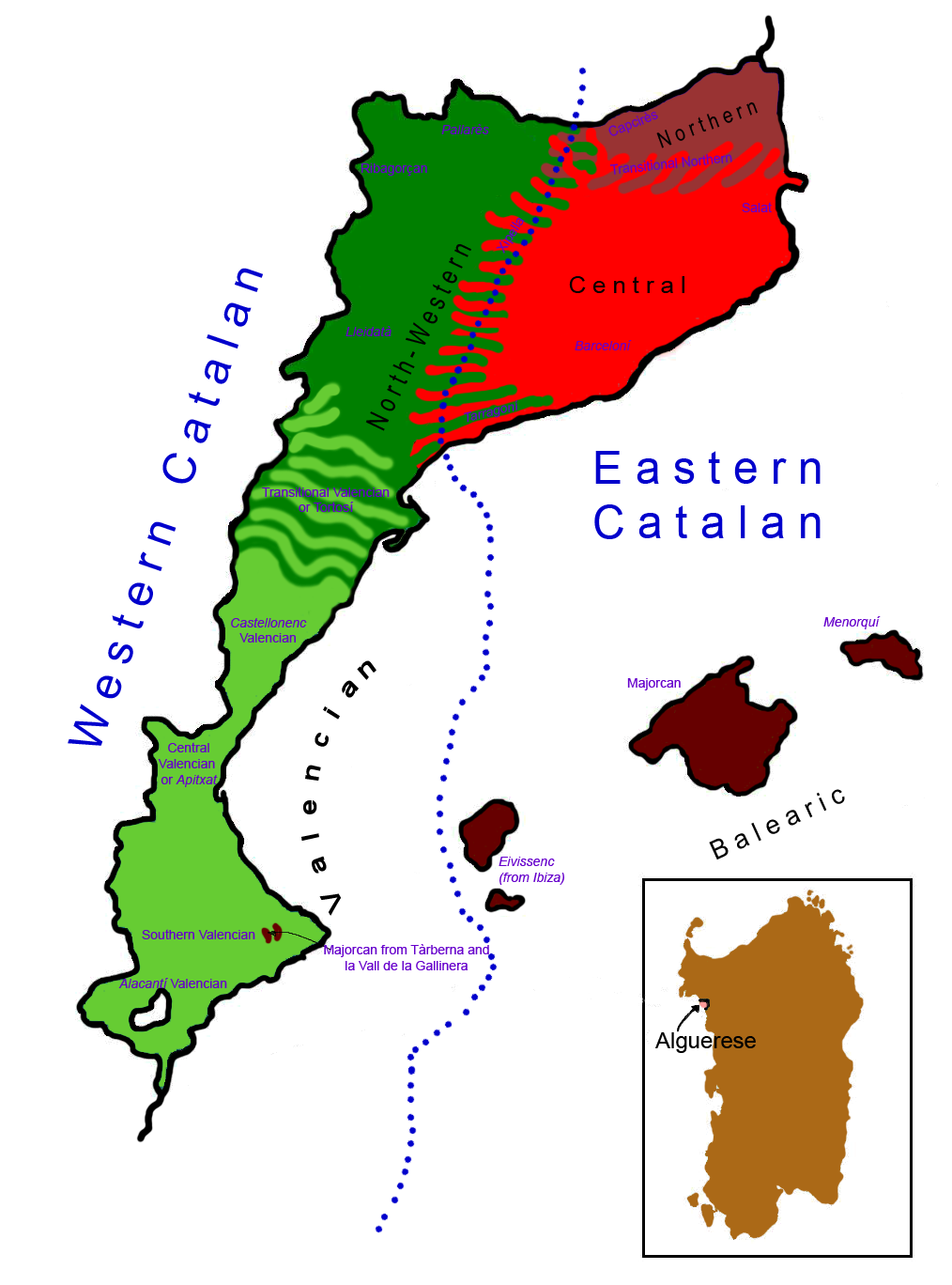
Varietäten der katalanischen Sprache am Golf von Valencia, den Balearen und Sardinien

Als Valencianisch, auch Valenzianisch (Eigenbezeichnung valencià; spanisch valenciano), wird die in der Autonomen Gemeinschaft Valencia (Spanien) amtlich anerkannte und normierte Varietät der katalanischen Sprache bezeichnet. Seit 1982 ist das Valencianische gemäß Artikel 7.2 des Autonomiestatuts von Valencia neben dem Spanischen die Amtssprache der Region. Vor allem aus sprachenpolitischen Gründen wurde auch die Position verfochten, Valencianisch sei als eine eigenständige, nicht mit dem Katalanischen identische Sprache anzusehen, was aus sprachwissenschaftlicher Sicht nach herrschender Meinung allerdings nicht aufrechtzuerhalten ist.

## Verbreitung

### Sprachgebiet

Traditionell valencianisch-sprachige Gebiete in der Comunitat Valenciana

Das Valencianische, das in der Valencianischen Gemeinschaft auch als Schriftsprache amtlich eingeführt und normiert ist, wird in den Küstengebieten und in der Ebene der Landschaft Valencia verwendet. Das Bergland im Landesinneren sowie der äußerste Süden der Region sind dagegen traditionell stärker oder auch ausschließlich spanischsprachig. Auch ein angrenzendes Gebiet im Nordwesten der Provinz Murcia, Carxe genannt, ist zum Teil katalanischsprachig (kleine Sprachinseln mit alicantischem Dialekt). Viele valencianische Ortsnamen sind zweisprachig. Durch die Zuwanderung von spanischsprachigen Menschen aus dem Binnenland in die Küstenregion seit den 1960er Jahren ist der Anteil der überwiegend Valenzianisch sprechenden Einwohner bis zu Beginn des 21. Jahrhunderts auf unter ein Drittel gesunken.

### Soziolinguistik und Politik
Während in den großen Städten València und Alacant die Mehrheit der Einwohner Spanisch spricht, wird in ländlichen Gegenden mit wachsendem Selbstbewusstsein das Valencianische gepflegt. Bei den Stadtbewohnern galt das Valencianische lange Zeit als „Bauernsprache“. Auch während der Diktatur des Franquismus wurde auf den Dörfern Valencianisch gesprochen, obgleich es in der Nachkriegszeit verboten war. Das Valencianische wird darum auch mit Protest gegen Madrid und Zentralismus assoziiert. Bis heute fällt es vielen alten Valencianern schwer, sich in der spanischen Sprache auszudrücken. Mittlerweile benutzen jedoch besonders junge Intellektuelle aus der Region das Katalanische bzw. Valencianische. Katalanisten verbinden damit eine Idealisierung des Lebens an der Mittelmeerküste und im äußersten Fall das politische Ziel eines von Spanien losgelösten Staatsgebildes, das durch politischen Zusammenschluss aller katalanischsprachigen Gebiete („Països Catalans“) entstehen könnte. Solche Ideen sind in Valencia allerdings weitaus weniger populär als in der nördlichen Nachbarregion Katalonien, deren Dominanz in sprachen- und nationalitätenpolitischen Fragen in Valencia vielfach auch negativ bewertet wird und Abgrenzungsbedürfnisse herausfordert.

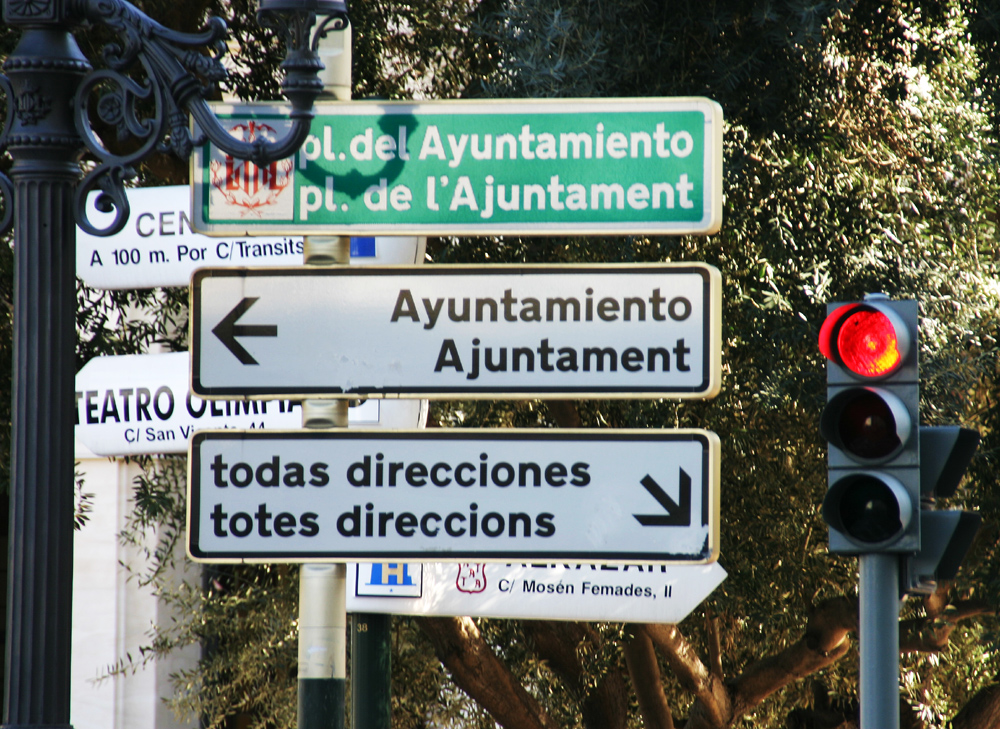
Zweisprachiges Verkehrsschild in Valencia

### Bildung und Kultur
Seit Anfang der 1990er Jahre wird der Unterricht an Schulen zweisprachig angeboten. Der Schwerpunkt hat sich inzwischen deutlich zum Valencianischen hin verschoben. Hauptunterricht, Schulbücher und Examensaufgaben sind auf Valencianisch, Kastilisch ist nur noch Unterrichtsfach. Wer sich in der Region Valencia für eine Beamtenstelle bewirbt, hat Vorteile, wenn er Valencianisch spricht und vor allem korrekt schreibt. Es gibt valencianische Fernsehsender, deren aktuelles Programm auf Valencianisch läuft. Aber auch in so einem Fernsehprogramm kommt es oft vor, dass beispielsweise die Gäste einer Talkshow bunt gemischt auf Valencianisch und Spanisch diskutieren. In valencianischen Fernsehprogrammen gibt es, anders als in Katalonien, keine Filme mit katalanischer Synchronisation.

## Geschichte und Besonderheiten
Zur Entstehung des Valencianischen existieren mindestens zwei Theorien. Ein Theorie besagt, dass sich das Valencià aus der mozarabischen Sprache der autochthonen iberoromanischen Bevölkerung entwickelt habe, und zwar bereits vor der christlichen Reconquista. Eine zweite, pankatalanische Theorie postuliert hingegen, dass das Regne de València hauptsächlich von Katalanen in den Küstenregionen und Aragonesen im Binnenland kolonisiert wurde. Die Bevölkerung hätte unter der islamischen Invasion des 7. Jahrhunderts ihre romanische Sprache bereits weitgehend aufgegeben. Hinzu kamen später möglicherweise Einflüsse der okzitanischen Sprache. Zu den ältesten Zeugnissen des Valencià gehören Anhängern der ersten Theorie zufolge einige Verse des Señor von Murviedro aus dem Jahr 1085, von Abū ʿAmr ad-Dānī aus Dénia und von Ibn Rudaym aus Bocairent von 1121.
Nachdem das Gebiet im 13. Jahrhundert unter Jaume I. den Mauren entrissen wurde, erfolgte eine Wiederbesiedlung durch Aragonesen und Katalanen. In den ältesten Texten aus dem 14. Jahrhundert wird das Idiom von Valencia als catalanesc bezeichnet, seit dem 15. Jahrhundert als valencià. Auch die Sprache der Bibelübersetzung des Bonifatius Ferrer von 1478 wird als lengua latina en la nostra valenciana bezeichnet. 1576 wird erstmals von einer lengua valenciana gesprochen, doch in linguistischer Hinsicht ist diese Bezeichnung nicht relevant; es meint nur, dass in Valencia nicht Castellano gesprochen wurde.
Im ländlichen Raum unterscheiden sich Aussprache und Wortschatz teilweise von Ort zu Ort; es handelt sich um ein Dialektkontinuum mit fließendem Übergang zwischen den Regionen Katalonien und Valencia. Die valencianischen Dialekte werden zur Gruppe des Westkatalanischen gezählt, zu der auch die westlichen Gebiete Kataloniens, der katalanischsprachige Teil Aragoniens und Andorra gehören. Es gibt im Valencianischen Besonderheiten in der Lexik, Morphologie und Grammatik. Die Orthografie wird wie im restlichen katalanischen Sprachgebiet gelehrt und geht auf die so genannten Normen von Castelló aus dem Jahre 1932 zurück, die unter Anpassung an die valencianischen Spracheigenschaften die Normen übernimmt, die Pompeu Fabra Anfang des 20. Jahrhunderts in Katalonien etabliert hatte.
Speziell sind beispielsweise der Gebrauch der Präposition ad, der breite semantische Gebrauch der Präposition en (en el meu amic „mit meinen Freunden“), des sächlichen Pronomens ho (von lat. hoc) oder des Adverbialspronomens hi in Verbindung mit aver (hi avia wie im Französischen: il y avait „es gab“), die Beibehaltung der Aussprache des r in der Endung -er usw.

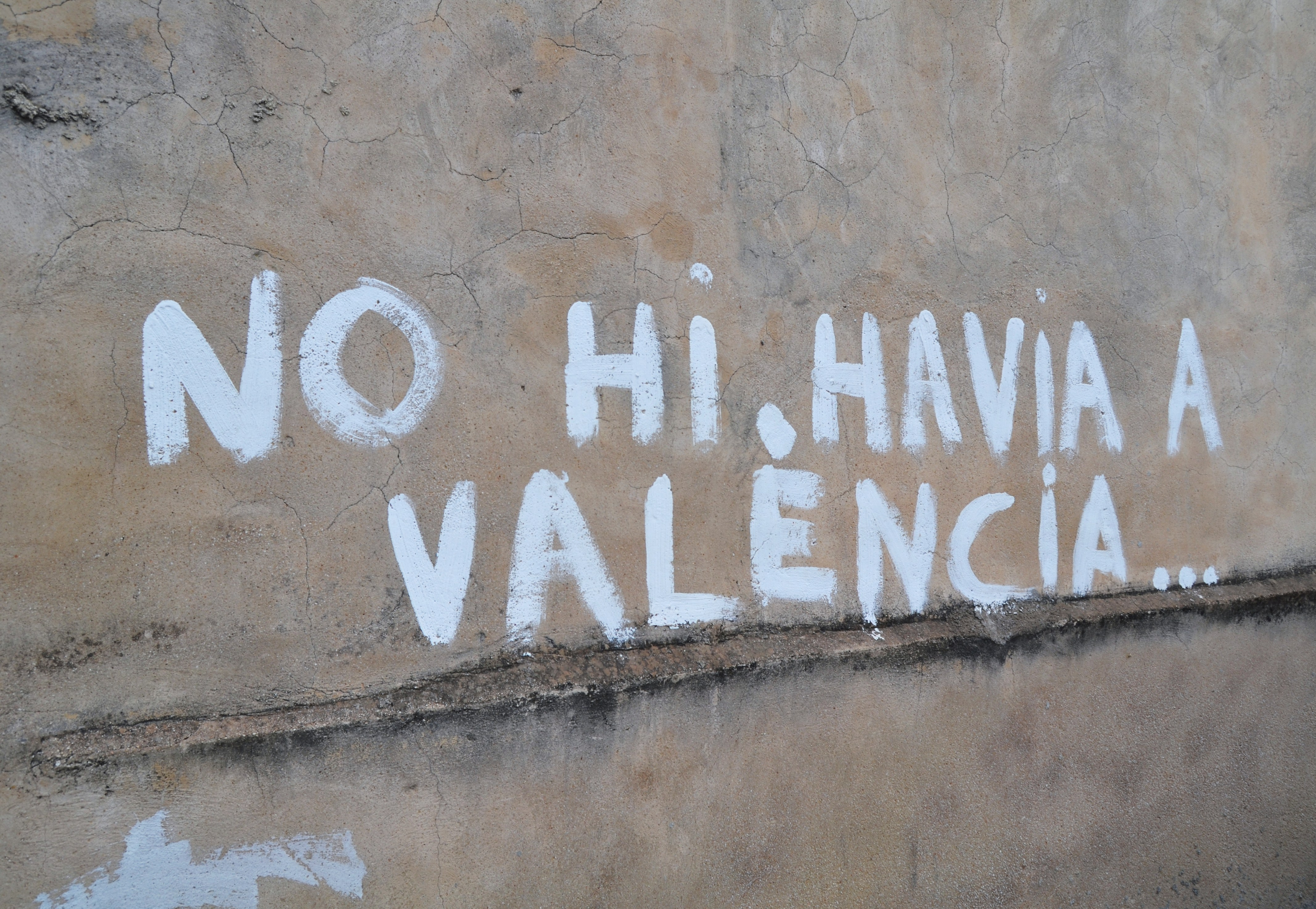
Graffiti in Els Poblets (2012) mit den ersten Worten eines bekannten Gedichts von Vicent Andrés Estellés (1924–1993), der sich um die Wiederbelebung des Valencianischen verdient machte.

Manche phonetische Eigenheiten des Valencianischen werden auch in die Schriftsprache übernommen, beispielsweise werden die Possessiva „mein, dein, sein/ihr“ nicht wie im Standardkatalanischen mit v, sondern mit u geschrieben – la meua, la teua, la seua statt la meva, la teva, la seva. Die erste Person Singular wird mit -e statt mit -o gebildet: jo cante, und es gibt unterschiedliche Wörter, beispielsweise für „Kartoffel“ und „Mädchen“. Auch die Prosodie unterscheidet sich insgesamt vom Ostkatalanischen. Das Valencianische kann jemand, der das Katalanische beispielsweise aus Barcelona kennt, verstehen, muss sich aber einhören, während etwa ein Sprecher aus Lleida keine Schwierigkeiten haben wird, da auch die dortige Varietät zum Westkatalanischen gehört.

## Kontroverse Abgrenzung zum Katalanischen

Sprachräumliche Entwicklung Südwesteuropas im 2. Jahrtausend n. Chr.

Der Status des Valencianischen – vor allem, ob es als eigenständige Sprache oder als Varietät des Katalanischen anzusehen ist – wird seit langem kontrovers diskutiert.
Die Mehrheit der Bevölkerung in Valencia betrachtet das Valencianische als Spielart des Katalanischen. Die These, wonach das Valencianische eine eigenständige Sprache gegenüber dem Katalanischen sei, vertreten vor allem konservative, auf einen zentralspanischen Nationalismus ausgerichtete politische Kräfte. Ihr Ziel ist die Schwächung des katalanischen Nationalismus in der Region Valencia. Der dort von 1995 bis 2015 regierende konservative Partido Popular hat die Eigenständigkeit der valencianischen Sprache aus diesem Grund stark gefördert. Für die Eigenständigkeitsthese werden jedoch vor allem politische Gründe vorgebracht, die häufig mit einem Antikatalanismus einhergehen. Als sprachhistorisches Argument wurde angeführt, dass die Sprache etwa seit dem 15. Jahrhundert im Königreich Valencia eine eigene Bezeichnung (valenciano bzw. valencià) besaß. Eine unter Anhängern der sprachlichen Eigenständigkeit verbreitete Theorie ging davon aus, das Valencianische habe sich unabhängig vom Katalanischen aus dem Mozarabischen herausgebildet. Diese Vorstellung wurde allerdings von Germà Colon  widerlegt, was die breite Mehrheit der romanistischen Linguisten – auch an der Universität Valencia – anerkennt. Die Acadèmia Valenciana de la Llengua, nach Artikel 41 des valencianischen Autonomiestatuts Wächterin über die valencianische Sprache, äußerte sich am 9. Februar 2005 zur Sprachfrage und stellte fest, „im Einklang mit den überzeugendsten Beiträgen der Romanistik seit dem 19. Jahrhundert“ sei die eigene Sprache der Valencianer „vom philologischen Standpunkt aus“ mit der eigenen Sprache Kataloniens, der Balearen und Andorras identisch. In dieser Sicht bilden die verschiedenen Sprech- und Schreibweisen dieser Gebiete zusammen eine gemeinsame Sprache, ungeachtet der unterschiedlichen Eigenbezeichnungen. Diese sich schon 2004 abzeichnende Entscheidung war allerdings kontrovers und rief auch Proteste seitens konservativer Politiker und Valencianistas hervor. Die Akademie machte überdies deutlich, dass valencià („Valencianisch“) die adäquate Bezeichnung für das in der Autonomie Valencia verwendete eigene, historische Idiom sei, das zu dem gemeinsamen Sprachsystem gehört, welches in den spanischen Ländern der ehemaligen Krone Aragon jeweils als eigene Sprache anerkannt wird. Dieses gemeinsame Sprachsystem wird im internationalen Sprachgebrauch „Katalanisch“ genannt.
Auch nach der Veröffentlichung des Diccionari normatiu valencià im Jahr 2014, das lokale und regionale Eigentümlichkeiten und Synonyme stärker berücksichtigte als die Vorgängerausgaben, hielt der Streit an: Während konservative valencianische Politiker sich über die Gleichsetzung des Valencianischen mit dem Katalanischen erregten, kritisierten Linguisten und Pädagogen, das Wörterbuch habe zu viele Ausdrücke des populären Wortschatzes und lokale Dialektbegriffe aufgenommen, ohne die Auswahl an klare Kriterien zu binden, was die Einheit der katalanischen Sprache gefährde.
Da das Valencianische international nicht als eigenständige Sprache klassifiziert wird, teilt es sich die ISO-639-Sprachkürzel ca und cat sowie den SIL-Code CLN mit dem Katalanischen.

## Kenntnis der Sprache
In der folgenden Karte wird das Prozent der Bevölkerung jeder comarca gezeigt, die angeben, Valencianisch sprechen zu können. Im Durchschnitt wird es etwa von einem Viertel der Bevölkerung im Alltag ständig benutzt.

## Literaten
- Jordi de Sant Jordi (ca. 1398–ca. 1424)
- Ausiàs March (ca. 1397–1459)
- Joanot Martorell: Tirant lo Blanc (1490)
- Joan Roís de Corella (1433/43–1497)
- Jaume Roig (ca. 1400–1478): Espill o Llibre de les dones, y la escuela satírica valenciana
- Sor Isabel de Villena (1430–1490)
- Vicent Andrés i Estellés (1924–1993)